# Рајс Лејк (Висконсин)
Рајс Лејк (енгл. Rice Lake) град је у америчкој савезној држави Висконсин.

## Демографија
По попису из 2010. године број становника је 8.438, што је 118 (1,4%) становника више него 2000. године.
| Група             | 2000.         | 2010.         |
| Белци             | 8.008 (96,3%) | 7.984 (94,6%) |
| Афроамериканци    | 11 (0,1%)     | 26 (0,3%)     |
| Азијати           | 54 (0,6%)     | 67 (0,8%)     |
| Хиспаноамериканци | 125 (1,5%)    | 203 (2,4%)    |
| Укупно            | 8.320         | 8.438         |